# Kaunissaari (ö i Mellersta Finland, Keuruu)
Kaunissaari är en ö i Finland. Den ligger i sjön Keurusselkä och i kommunen Keuru i den ekonomiska regionen  Keuru ekonomiska region  och landskapet Mellersta Finland, i den södra delen av landet, 230 km norr om huvudstaden Helsingfors. Öns area är 8,7 hektar och dess största längd är 0,5 kilometer i nord-sydlig riktning.